# آب تونیک

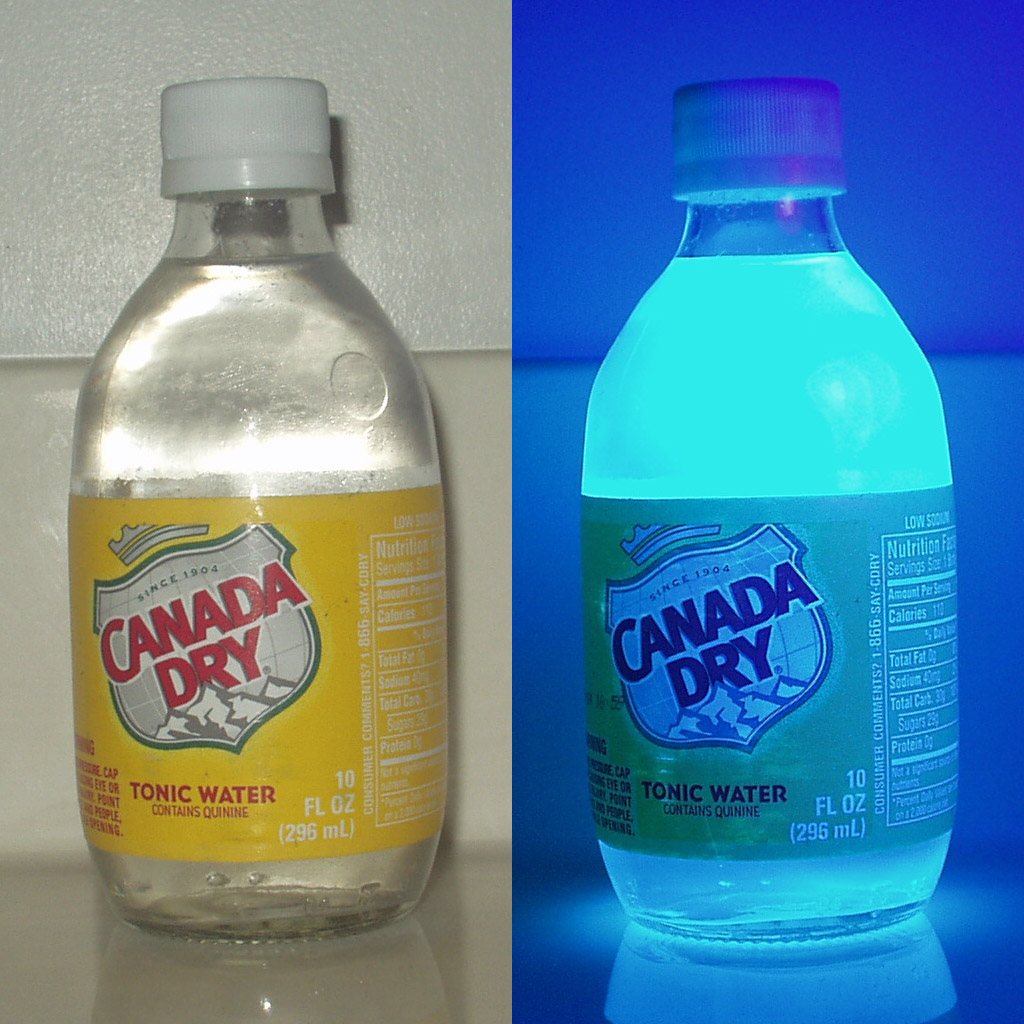
آب تونیک در زیر پرتو فرابنفش، به دلیل دارا بودن کینین، خاصیت فلورسنتی خود را بروز می دهد.

آب تونیک (یا آب تونیک هندی) یک نوشابه گازدار دارای کینین (جوهر گنه گنه) است. در ابتدا از آب تونیک برای پیشگیری از بیماری مالاریا استفاده می گردید. به همین دلیل کینین آن در گذشته بسیار بیشتر از مقدار کنونی آن بود. امروزه این نوشیدنی بیشتر به جهت  تلخی متمایز آن و اغلب در تهیه نوشیدنیهای ترکیبی، به خصوص در جین و تونیک، استفاده می شود.

## تاریخچه
این نوشیدنی، نام خود را از تاثیرات دارویی طعم دهنده تلخ خود گرفته است. افزودن کینین به این نوشیدنی در ابتدا به دلیل پیشگیری از بیماری مالاریا در مناطق استوایی آسیای جنوبی و آفریقا بود، که در آنجا مالاریا یک بیماری بومی است. اولین آب تونیک تجاری در سال ۱۸۵۸ میلادی تولید گردید. نوشیدنی ترکیبی جین و تونیک زمانی ابداع شد که انگلیسیها در هند مستعمره انگلیس تونیک کنین دار دارویی خود را با جین ترکیب می کردند تا طعم تلخ آن را بهبود بخشند.
اخیراً، برندهایی ممتاز نظیر فیوِر تری (Fever Tree) و کیو تونیک (Q Tonic) وارد بازار آمریکا شده اند که تاکید آنها بر استفاده از کنین واقعی و شیرین کننده های طبیعی در مقابله با بکار بردن چاشنی کنین و شربت فروکتوز بالای ذرت است.
از سال 2010 تاکنون، حداقل چهار شربت تونیک در آمریکا عرضه شده است. مصرف کنندگان با افزودن آب گازدار به شربت تونیک، آب تونیک تهیه می کنند. این کار به نوشندگان اجازه می دهد که شدت طعم را تغییر دهند.

## مصارف
آب تونیک اغلب بعنوان یک ترکیب شونده نوشیدنی در کوکتلها استفاده می شود، بخصوص آنهایی که با جین یا ودکا درست می شوند (برای مثال، یک جین و تونیک).

## خاصیت فلورسنتی
آب تونیک در زیر پرتو فرابنفش، به دلیل دربر داشتن کینین، خاصیت فلورسنتی خود را بروز می دهد. در حقیقت، حساسیت کینین به پرتو فرابنفش چنان است که در زیر نور مستقیم خورشید فلورسنت بودن آن نمایان است.